# Закят аль-фитр

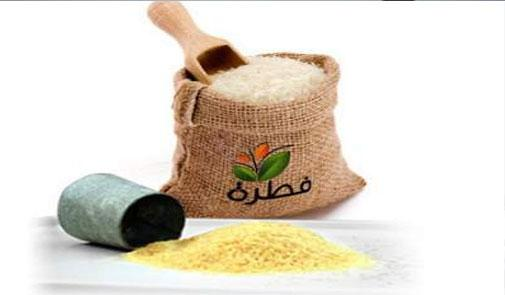

Закя́т аль-фитр (араб. زكاة الفطر‎ —  милостыня разговения‎) — милостыня, которая должна быть выплачена нуждающимся мусульманам до наступления праздника Ураза-байрам.
Выплата закят аль-фитра является обязательным деянием (ваджиб) для всех мусульман, которые имеют состояние большее, чем для обеспечения себя, своей семьи и прислуги, питанием и одеждой на праздничный день и ночь. Глава семьи выплачивает милостыню за всех членов своей семьи, которые находятся на его попечении. Если ребёнок родился после захода солнца последнего дня месяца рамадан, то закят аль-фитр за него не выплачивается. Кроме того, закят аль-фитр обязан выплатить и немусульманин (кафир) за тех мусульман, которых он обязан обеспечить пропитанием (отец, дети, рабы и так далее).
Закят аль-фитр должен быть выплачен лично нуждающемуся. Размер милостыни составляет 1 са` сыпучих веществ, распространённых в той области, где она выплачивается. Так, например, в Европе рекомендуется выплачивать пшеницей и ячменём, в Юго-Восточной Азии — рисом, на Ближнем Востоке — финиками. Са` (араб. صاع‎) — это мера объёма, равная объёму сыпучего вещества, помещающегося в 4 двойных ладони, по весу считается равной 3300 г (в ханафитском мазхабе) либо 2176 г (в остальных суннитских мазхабах). В ханафитском мазхабе выплачивается половина са`, то есть 1650 г. Закят аль-Фитр лучше всего выплатить в виде продуктов, как это делали во времена пророка Мухаммеда. Выплата милостыни денежным эквивалентом разрешена в ханафитском мазхабе. Это мнение является правильным и не противоречит сунне, как и любое другое мнение учёных категории муджтахидов, поэтому дозволено мусульманину выплачивать закят аль-фитр деньгами. Нежелательно (макрух) откладывать раздачу милостыни на время после совершения праздничного намаза. Закят-аль-фитр получают те же восемь категорий людей, которые получают и закят с имущества.
Целью выплаты закята аль-фитра является искупление (кафарра) возможных ошибок и упущений, сделанных в течение месяца поста, а также помощь бедным и нуждающимся в праздновании праздника Ураза-байрам (Ид аль-фитр) вместе с другими мусульманами.
Хадисы
- Ибн Умар рассказывал: «Пророк (мир ему и благословение Аллаха) возложил выплату одного са`а фиников или одного са`а ячменя в качестве закята аль-фитр на каждого мусульманина, молодого и старого, мужчину и женщину, свободного и раба»[4][3].
- Ибн Аббас рассказывал: «Пророк (мир ему и благословение Аллаха) обязывал выплачивать закят аль-Фитр, как очищение для постящегося человека от пустых разговоров и как пропитание для неимущих. Кто бы ни уплатил его до праздничной молитвы — это приемлемый закят, а кто выплатил его после молитвы, в таком случае он рассматривается только как милостыня»[5].
- Ибн Умар рассказывал, что Пророк (мир ему и благословение Аллаха) сказал: «Отдавайте закят аль-фитр за тех, кого вы обязаны содержать»[6].
- Со слов Ибн ‘Аббаса сообщается, что посланник Аллаха (мир ему и благословение Аллаха) сказал: «Давайте закят аль-Фитр в виде одного са`а еды»[7].
- Абу Саид аль-Худри сказал: «Мы выплачивали закят аль-фитр одним са`а еды, или одним са`а ячменя, или фиников, или творога, или изюма»[8].
- Абу Саида сказал: «При жизни посланника Аллаха (мир ему и благословение Аллаха) мы выплачивали закят аль-фитр одним са`а продуктов питания, а питались мы в то время ячменём, изюмом, сушёным творогом и финиками»[9].
- Ибн Умар сказал: «Пророк (мир ему и благословение Аллаха) повелел выплачивать закят аль-фитр перед выходом на праздничную молитву»[10].